# Oeiras Ladies Open
L'Oeiras Ladies Open è un torneo di tennis che si gioca sulla terra rossa. Il torneo si disputa a Oeiras in Portogallo dal 2021. Dal 2024 fa parte alla categoria WTA 125, aumentando di categoria anno dopo anno dalla sua introduzione. La prima edizione era di $60,000, la seconda di $80,000 e la terza di $100,000.

## Albo d'oro

### Singolare
| Anno | Categoria    | Campionessa            | Finalista        | Punteggio        |
| ---- | ------------ | ---------------------- | ---------------- | ---------------- |
| 2021 | ITF $60,000  | Polona Hercog          | Clara Burel      | w/o              |
| 2022 | ITF $80,000  | Elisabetta Cocciaretto | Viktorija Tomova | 7–6(5), 2-6, 7-5 |
| 2023 | ITF $100,000 | Danka Kovinić          | Rebeka Masarova  | 6-2, 6-2         |
| 2024 | WTA 125      | Suzan Lamens           | Clara Tauson     | 6-4, 5-7, 6-4    |
| 2025 | WTA 125      | Dalma Gálfi            | Katie Volynets   | 4-6, 6-1, 6-2    |

### Doppio
| Anno | Categoria    | Campionesse                           | Finaliste                             | Punteggio        |
| ---- | ------------ | ------------------------------------- | ------------------------------------- | ---------------- |
| 2021 | ITF $60,000  | Lidzija Marozava Andreea Mitu         | Marina Mel'nikova Conny Perrin        | 3-6, 6-4, [10-3] |
| 2022 | ITF $80,000  | Katarzyna Piter Kimberley Zimmermann  | Katharina Gerlach Natalija Stevanović | 6–1, 6-1         |
| 2023 | ITF $100,000 | Ulrikke Eikeri Eri Hozumi             | Francisca Jorge Matilde Jorge         | 4-6, 6-4, [10-5] |
| 2024 | WTA 125      | Francisca Jorge (1) Matilde Jorge (1) | Harriet Dart Kristina Mladenovic      | 6-0, 6-4         |
| 2025 | WTA 125      | Francisca Jorge (2) Matilde Jorge (2) | Anastasia Dețiuc Patricia Maria Țig   | 6-1, 6-2         |